# 福泉寺 (板橋区)
福泉寺（ふくせんじ）は、東京都板橋区にある曹洞宗の寺院。

## 歴史
寛保年間（1741年-1744年）、即萬慧忍大和尚によって開山された。元々は現在の埼玉県坂戸市に位置していた。度々の火災で寺の記録を失っているため、詳細は不明になっている。
1942年（昭和17年）に現在地に移転した。檀家は旧所在地の坂戸市や川越市在住の家もいる。

## 寺宝等
- 釈迦牟尼仏像（本尊）
- 聖観音菩薩坐像
- 地蔵菩薩像

「延命子育地蔵」と呼ばれており、現在は地蔵堂に安置している。この地蔵は旧所在地の坂戸から持ってきたもので、1718年（享保3年）に作られた。毎年9の日に縁日が開かれている。

## 交通アクセス
- 中板橋駅より徒歩2分。